# Pante Cermin
Pante Cermin is een bestuurslaag in het regentschap Nagan Raya van de provincie Atjeh, Indonesië. Pante Cermin telt 450 inwoners (volkstelling 2010).